# Sempiternal Deathreign
Sempiternal Deathreign war eine niederländische Death-Doom-Band aus Gouda, die im Jahr 1986 gegründet wurde und sich 1990 auflöste.

## Geschichte
Die Band wurde im November 1986 von dem Sänger und Gitarristen Frank Faase, dem Bassisten Victor van Drie und dem Schlagzeuger Mischa Hak gegründet. Die Mitglieder waren Cousins. 1987 erschien ein erstes Demo, dem sich 1988 ein zweites unter dem Namen Creepshow anschloss. Die beiden Lieder Devastating Empire Towards Humanity und Unperceptive Life sind auch auf dem Debütalbum The Spooky Gloom enthalten, das 1989 erschien. 1990 kam es zur Auflösung der Band. Einige Bandmitglieder traten später Thanatos und Sinister bei.

## Stil
Laut der Bandbiografie auf sempiternaldeathreign.com wurde die Band anfangs durch Gruppen wie Venom, Exodus, Metallica, Slayer, Destruction, Kreator, Sodom, Massacre, Celtic Frost, Cryptic Slaughter, Post Mortem, Candlemass und Black Sabbath beeinflusst. Später sei die Band durch Alben wie Psalm 9 von Trouble, Seven Churches von Possessed, Hymn to Abramelin von Messiah und Scum von Napalm Death beeinflusst worden. Vor allem durch Deaths Scream Bloody Gore habe sich die Band für den Death Metal entschieden. Zudem habe Victor van Drie langsamere Bands wie Swans und Gore gemocht und somit sei auch dieser Einfluss verarbeitet worden. Die Band selbst bezeichnet sich damit als eine der ersten Death-Doom-Bands der Untergrundszene. Laut Jon Kristiansen im Buch Metalion: The Slayer Mag Diaries spielt die Band auf Creepshow eine Mischung aus Death Metal und Grindcore. Es seien Einflüsse von Death und Napalm Death hörbar. Laut Khlysty von globaldomination.se spielt die Band auf The Spooky Gloom Death Doom im Stil von Winter. Die Band spiele dreckigen, schnellen und hässlichen Death Metal, der durch langsame, kaum groovende Passagen unterbrochen werde. In den Liedern sei meist der gutturale Gesang im Vordergrund.

## Diskografie
- 1987: Rehearsel (Demo, Eigenveröffentlichung)
- 1988: Creepshow (Demo, Eigenveröffentlichung)
- 1989: The Spooky Gloom (Album, Foundation 2000)